# Marchspitze
Die Marchspitze (2609 m ü. A.) ist ein markanter Berg aus Hauptdolomit in der Hornbachkette der Allgäuer Alpen. Sie befindet sich 1,5 km östlich vom viel bekannteren Großen Krottenkopf gänzlich in Österreich.

## Besteigung
Aufgrund der anspruchsvollen Besteigung wird sie nur mäßig besucht. Der Normalweg beginnt in der Mitte des Hermannskar, wo man den Verbindungsweg von der Kemptner Hütte zur Hermann-von-Barth-Hütte verlässt und mühsam und z. T. weglos über eine steile Schuttreiße zur Spiehlerscharte (2395 m) aufsteigt. An der Scharte wechselt man in die Nordflanke des Bergs und nähert sich einer auffälligen Rinne, durch die man nach Durchsteigung einer weiteren Rinne (Kletterei bis UIAA II) den Westgrat erreicht. Über und unterhalb des Grats, z. T. ausgesetzt und mit einigen Kletterstellen bis UIAA I, geht es weiter zum Gipfel. Die Route ist spärlich mit Steinmännern markiert. Die Gehzeit von der Hermann-von-Barth-Hütte beträgt drei Stunden. Eine schwierigere Route (Kletterei bis UIAA II) führt über den Südgrat auf den Berg. Beliebt ist die Rundtour: Aufstieg über den Südgrat und Abstieg über den Normalweg.